# Minette-Region

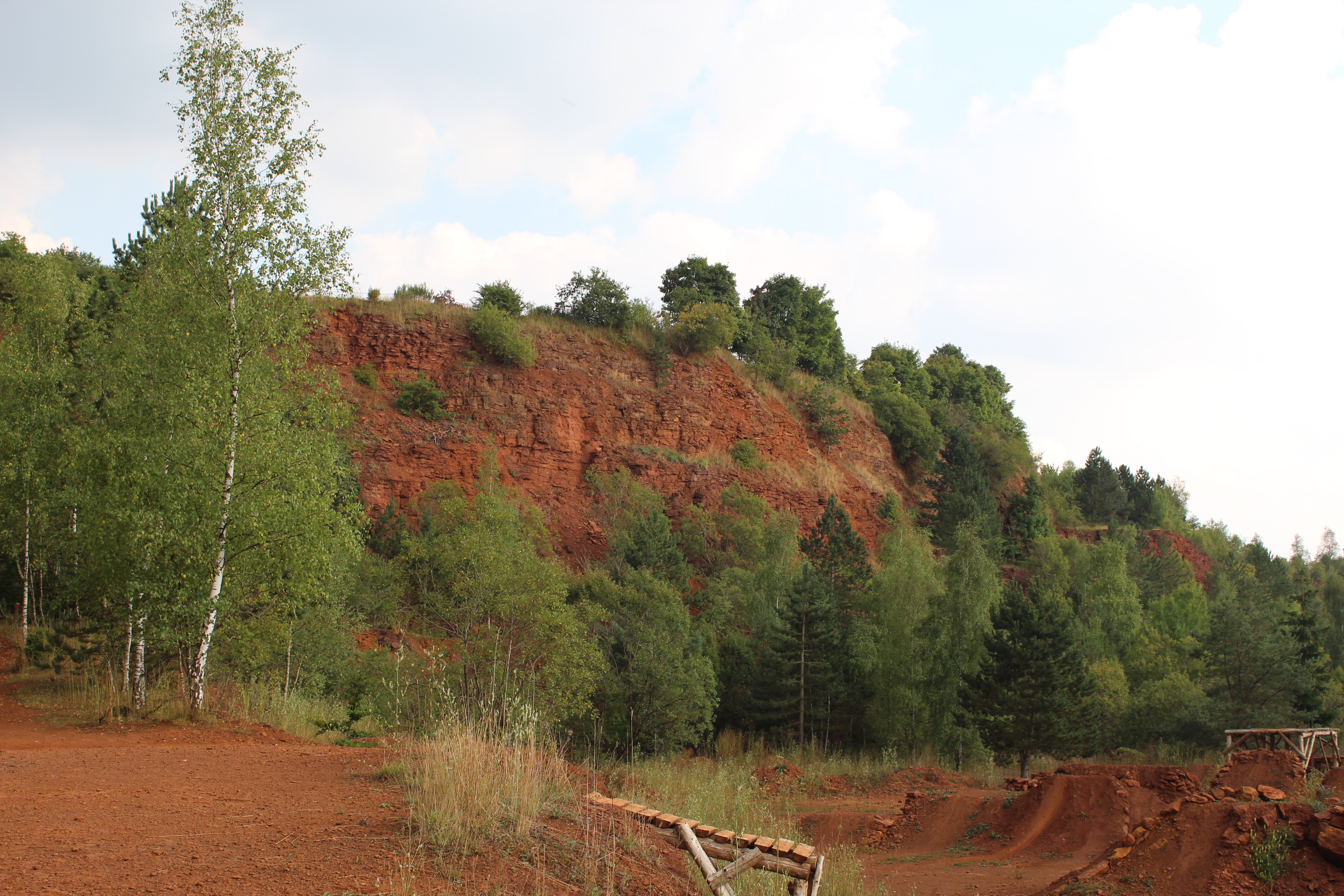
Typisch rostroter Boden im früheren Tagebau bei Lallengerbierg; heute Naturschutzgebiet Brucherbierg-Lallengerbierg.

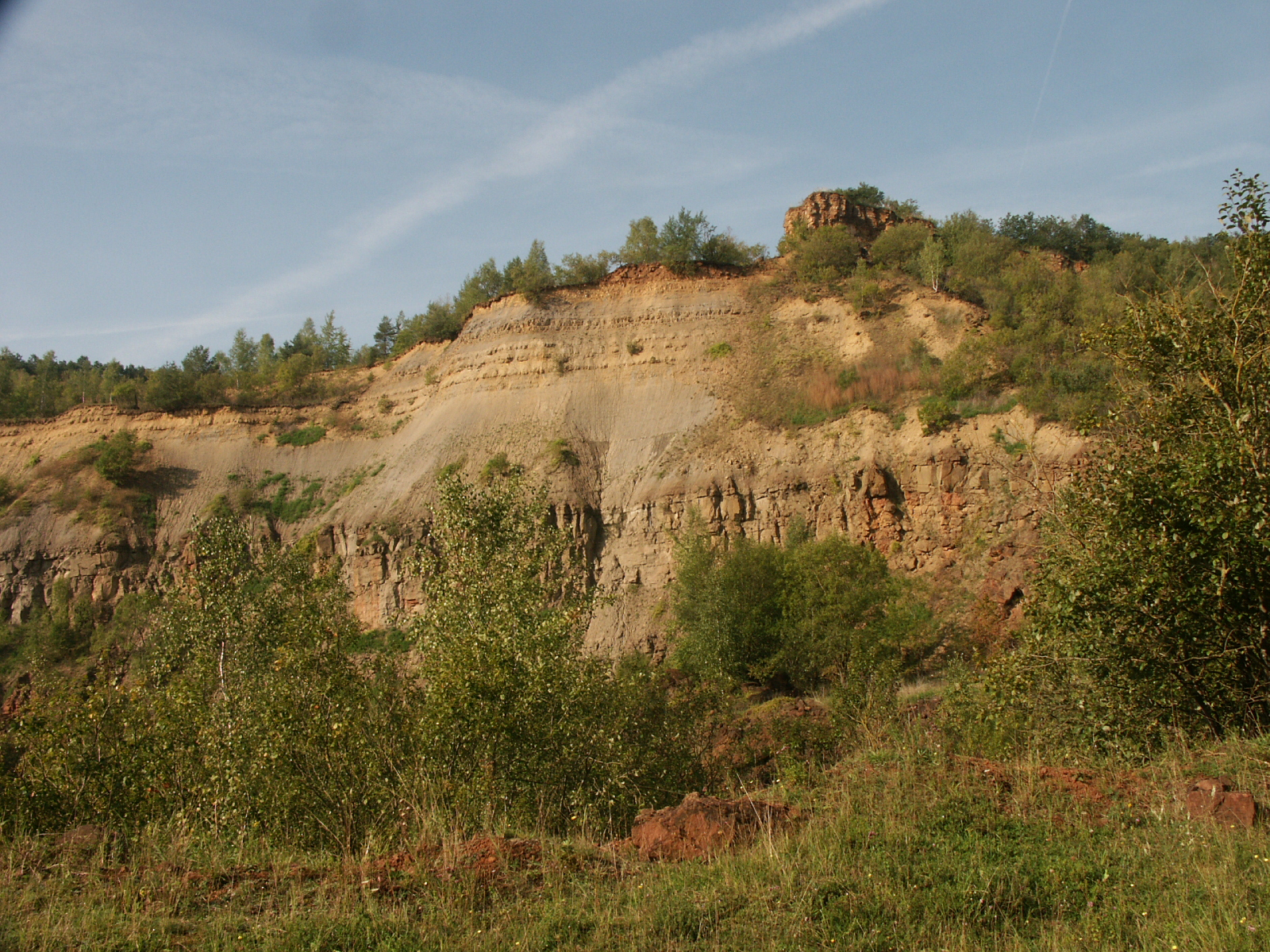
Früherer Minette-Tagebau zwischen Kayl und Rümelingen; heute Naturschutzgebiet Léiffrächen.

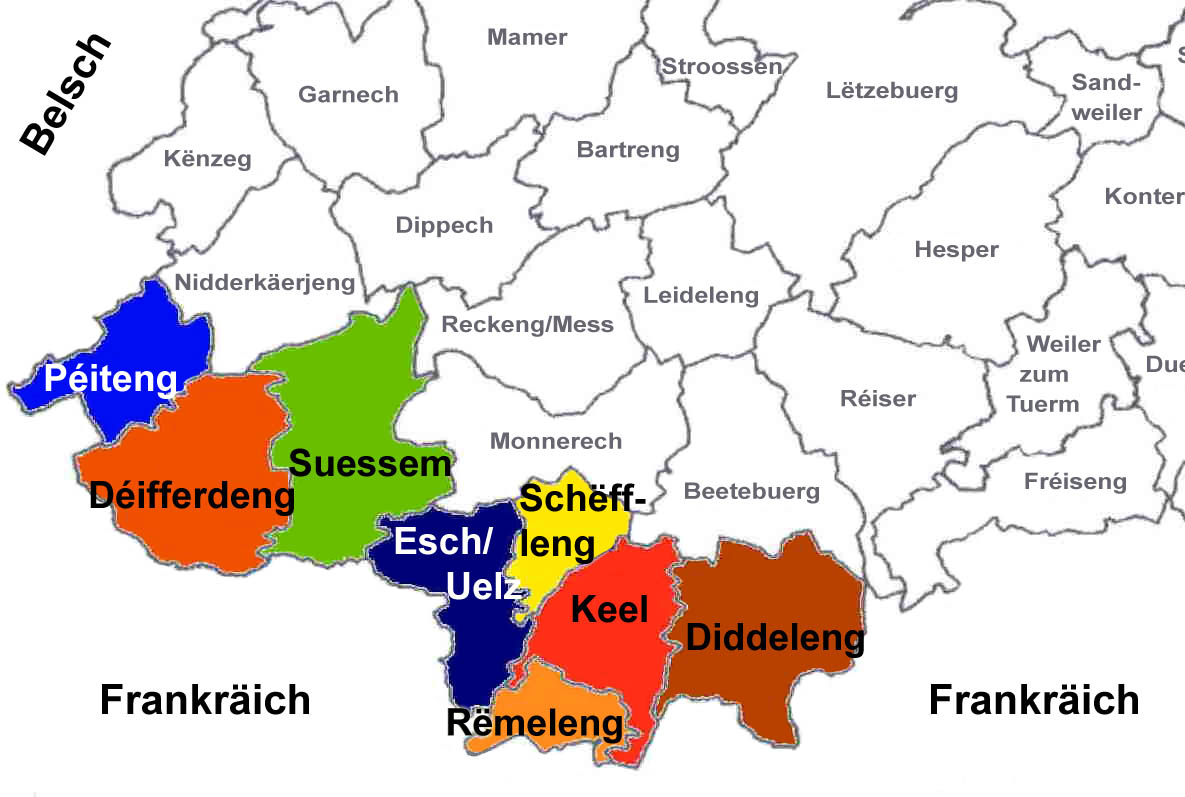
Die Mimnett-Gemeinden

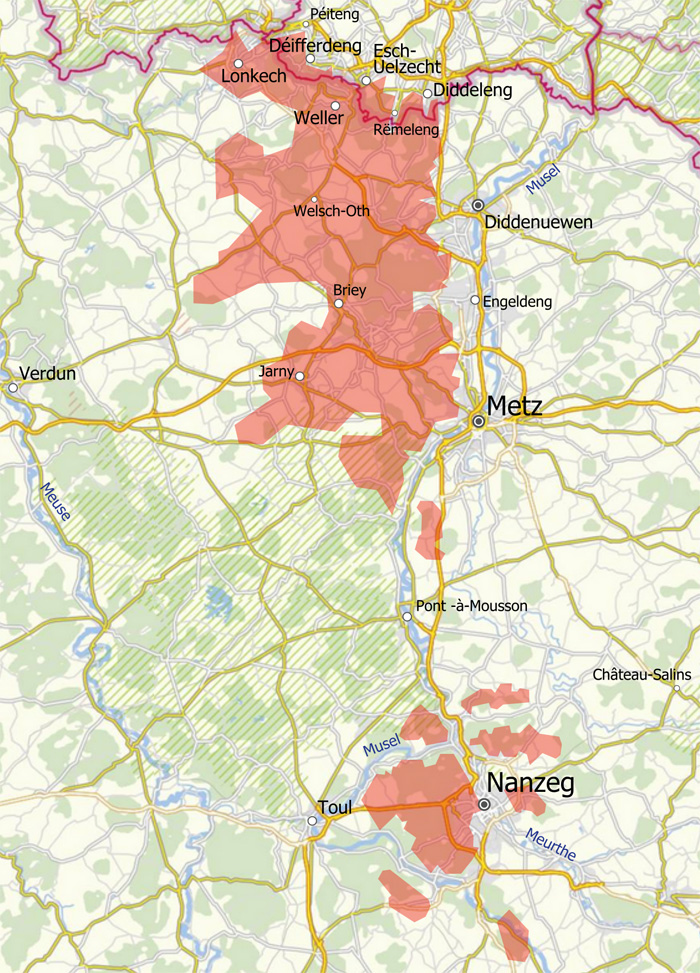
Karte vom luxemburgisch-lothringeschen Minett-Becken

Der Luxemburger Minette-Region zugerechnet wird der Landstrich im Süden des Landes, in dem die Böden einen hohen Gehalt an eisenhaltigen Erz (dem Minette-Erz) aufweisen und der deshalb rostfarben ist.
Die Region liegt angrenzend an Frankreich und Belgien; Hauptstadt der Region ist Esch/Alzette.Die gesamte Region ist von der von Montanindustrie durchzogen und hat ihren Wohlstand der Existenz der Hüttenwerke zu verdanken. Das ist auch an den vielen Arbeitersiedlungen und heute auch den Industriebrachen zu sehen, die hier zu finden sind.
Das Minette ist – nach der Stadt Luxemburg – die Region mit der höchsten Einwohnerdichte Luxemburgs.

## Lothringisch-Luxemburgisches Minettsbassin
In der Literatur über die Ausbeutung des Minet-Erzes in Luxemburg wird vom lothringisch-luxemburgischen Becken gesprochen. Dieses Minette-Becken ist in das Bassin de Briey, das Bassin de Metz-Thionville und das Bassin de Longwy unterteilt und umfasst insgesamt 94.000 ha in Frankreich; 305 ha liegen auf belgischem und 3.670 ha auf luxemburgischem Gebiet; zusammen ergibt das eine Gesamtfläche von 97.975 ha. Luxemburgische Autoren schreiben von insgesamt 106.000 ha. Der luxemburgische Teil ist zweigeteilt, das Becken westlich der Alzette und das Becken östlich davon. Interessant ist auch, dass das Minett im westlichen Teil kieselhaltig und im östlichen Teil kalkhaltig ist.
Das lothringen-luxemburgische Becken weist zur Mitte des Pariser Beckens hin ein Gefälle von etwa 1 % auf. Aus diesem Grund liegt das Oberlager in Luxemburg oft nur wenige Meter unter der Erde und konnte durch Galerieeingänge in den Fronten oder einfach im Tagebau erreicht werden, während es in Lothringen oft viel zu tief lag und nur mittels Pitzer abgebaut werden konnte.
Der gesamte Landstrich war daher von Minen (über und unter der Erde) und Schlackehalden geprägt, die teilweise von der Natur „zurückgewonnen“ wurden, heute teilweise Naturparks sind, oder ab 1975 stark abgebaut wurden, um Erdzementmaterial zu gewinnen. Weitere markante Punkte waren die Hütten und Hochöfen, die ebenfalls nach und nach aus der Landschaft verschwinden.
Genau genommen umfassen die Gemeinden der Minett-Region nur Petingen, Differdingen, Sassenheim, Esch/Alzette, Schifflingen, Kayl, Rümelingen und Düdelingen, meistens ist jedoch einfach der gesamte Kanton Esch/Alzette gemeint.
Der Ausdruck der roten Erde „Terres rouges“ geht seinerseits nicht, wie man annehmen könnte, auf das obere rote Minettlager zurück, sondern auf die deutsche Hütten-Aktien-Verein „Rothe Erde“ mit seinen bis zu 11 Hochöfen in Luxemburg, der seinen Namen vom Stadtteil Aachens erhalten hat, in die Gesellschaft ihren Siz hatte. Rothe Erde stammt etymologisch von „gerodete Erde“. So hieß eine Hütte in Esch/Alzette vom Ende des Ersten Weltkriegs bis zu ihrer Schließung Anfang der 1970er Jahre „Terres-rouge“. Im Laufe der Zeit hat sich dieser Ausdruck durch eine ungenaue Übersetzung für die gesamte Minette-Region verankert.

## Geschichte
Bereits im 3. Jahrhundert v. Chr. begannen die Kelten, Wakeminett (Dt: Bohnerz) zu sammeln und einzuschmelzen. Dabei handelte es sich um kleine, knollenförmige Bronzesteine, die oft nach dem Pflügen auf dem Feld gefunden wurden. Auch später in der Römerzeit wurde auf verschiedene Art und Weise Eisenerz abgebaut, was jedoch nie große Auswirkungen auf das Leben der meisten Menschen hatte. Bei diesen handelte sich um arme Bauern, die höchstens zu ein paar Hundert in verstreuten Dörfern lebten. Nicht umsonst nahm Napoleon das Land 1795 als Wälderdepartement in sein Reich auf, denn außer Wäldern und Wiesen und vereinzelten Feldern gab es damals nicht viel. Eine ganze Reihe von Menschen schlugen sich als Wander- und Gelegenheitsarbeiter durchs Leben.
Im Jahr 1850 bemerkte der Franzose Renaudin, der überall Bodenproben entnahm, den hohen Eisengehalt des Gesteins im Süden des Landes. Tatsächlich liegen 3.740 der 100.000 ha des lothringisch-luxemburgischen Erzbeckens in Luxemburg, die die bedeutendsten Eisenerzvorkommen der Erde sind. Mit dieser gewaltigen Entdeckung kam es in der Minette-Region zu einem dramatischen Wandel, der indirekt auch einen Aufschwung für den Rest des Landes bedeutete.
Zwischen 1860 und 1981 wurden die Minen im industriell ausgebeutet und weiterverarbeitet. Mehr Informationen dazu im Artikel: Stahlindustrie in Luxemburg.

## Hydrographie
Die meisten Wasserläufe in Minett gehören zum Einzugsgebiet der Mosel. Eine Ausnahme bildet der Kur mit seinen Zuflüssen, die zum Einzugsgebiet der Maas gehören.

## Minette-Dialekt
In der Sprachwissenschaft wird die im Südwesten des Landes gesprochene Dialektform des Luxemburgischen häufig als „Minetter“ bezeichnet. Charakteristisch hierfür sind Partikularismen im Vokalismus, wie z B. mit den Pronomen „mär“ und „där“ für „me“ und „dir“; „moar“ und „goar“ für „mar/tomorrow“ und „station“ usw. Oftmals wird das „sch“ ausgeprägter ausgesprochen als im Rest des Landes und bei manchen Wörtern fällt bei „-cht“ das „ch“ weg (z. B. „Lut“ für „Lucht“, „Gesit“ für „Gesicht“).